# Albatros W.4
L'Albatros W.4 era un idrovolante a scarponi monomotore biplano prodotto dall'azienda tedesco imperiale Albatros Flugzeugwerke GmbH negli anni dieci del XX secolo ed utilizzato principalmente dalla componente aerea della Kaiserliche Marine come idrocaccia ed idroricognitore durante la prima guerra mondiale.
Sviluppato dal modello terrestre Albatros D.II, del quale conservò gran parte della struttura, rimase in servizio di prima linea fino al dicembre 1917, operando nei teatri bellici del mare del Nord e mar Baltico per poi essere utilizzato come aereo da addestramento.

## Storia del progetto
Dopo l'inizio della prima guerra mondiale, al seguito della crescente minaccia di attacchi aerei alle proprie basi, la Kaiserliche Marine, la marina militare dell'Impero tedesco, emise una specifica per la fornitura di un idrovolante monoposto da utilizzare nei ruoli di caccia, interdizione e ricognizione aerea.
L'Albatros Flugzeugwerke presentò uno sviluppo del proprio Albatros D.I, in quel momento il caccia più avanzato a disposizione della Luftstreitkräfte, l'aeronautica militare. Il nuovo modello presentava delle modifiche rispetto al suo predecessore, aumentando la distanza dell'ala superiore dalla fusoliera ed allungando posteriormente la fusoliera di un metro.
Nel giugno 1916 ne venne richiesta la costruzione di un prototipo, che assunse la designazione W.4 (W da Wasser, tradotto dalla lingua tedesca "acqua"). L'esemplare, numero di serie 747, venne consegnato nel settembre 1916 presso la base navale di Warnemünde, al quale fecero seguito altri due consegnati entro il dicembre dello stesso anno.
Durante le prove di volo gli esemplari si rivelarono dotati di un'ottima maneggevolezza e di un ampio campo visivo anteriore. Dopo una serie di modifiche che interessarono la struttura, con la riduzione delle dimensioni dell'abitacolo ed il posizionamento laterale dei radiatori, i piloti si dichiararono pienamente soddisfatti del modello, superiore in prestazioni e potenza di fuoco rispetto agli Hansa-Brandenburg KDW e Rumpler 6B1 utilizzati fino ad allora, e se ne richiese l'avvio della produzione in serie.
I primi due del primo lotto di dieci esemplari, numero di serie 785 e 786, vennero consegnati tra il febbraio e l'aprile 1917, seguiti in successione dalle altre macchine del lotto, 902-911, quindi dalle serie 948-967, 1107-1116, 1302-1326, 1484-1503 e 1719-1738.

## Impiego operativo

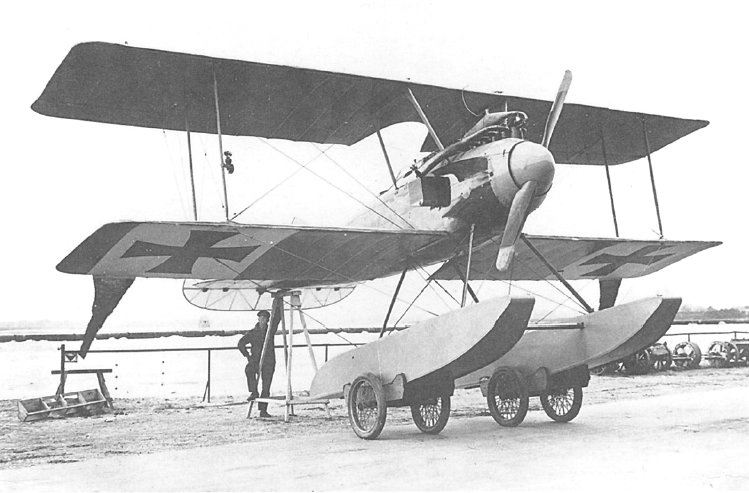
Un'altra vista del prototipo n.747 durante le prove di valutazione a Warnemünde.

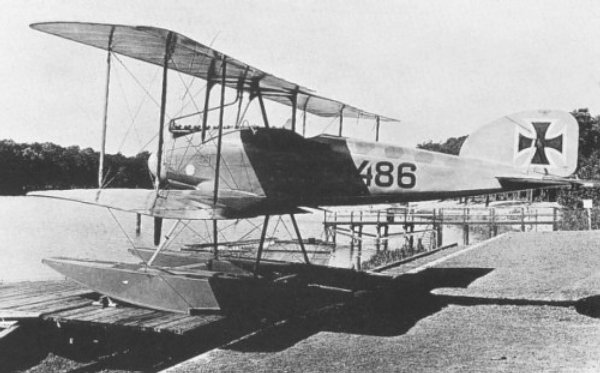
Albatros W.4, numero di serie 1486.

Al dicembre 1917 erano disponibili presso i reparti 118 unità dei quali, al giugno 1918, 60 risultavano in prima linea ed altre 24 assegnate a basi costiere ed impiegate in ruoli diversi.
Otto esemplari vennero in seguito inviati alla k.u.k. Kriegsmarine che li assegnò alla base navale (Kriegshafen) di Pola ed impiegati dal luglio 1918 come caccia e ricognitori. L'aviazione di marina tedesco imperiale continuò ad utilizzarli in operazioni nel mar Egeo dal territorio turco.
Il W.4 venne progressivamente sostituito nel suo ruolo dal biposto Hansa-Brandenburg W.12 ed alla fine del conflitto erano ancora 67 gli esemplari in carico ai reparti.

## Utilizzatori
Austria-Ungheria
- k.u.k. Kriegsmarine

 Germania
- Kaiserliche Marine